# Valeyrac
Valeyrac is een gemeente in het Franse departement Gironde (regio Nouvelle-Aquitaine) en telt 427 inwoners (2004). De plaats maakt deel uit van het arrondissement Lesparre-Médoc.

## Geografie
De oppervlakte van Valeyrac bedraagt 13,5 km², de bevolkingsdichtheid is 31,6 inwoners per km².
De onderstaande kaart toont de ligging van Valeyrac met de belangrijkste infrastructuur en aangrenzende gemeenten.

## Demografie
Onderstaande figuur toont het verloop van het inwonertal (bron: INSEE-tellingen).